# Jean Mohr
Jean Mohr (Ginebra, 13 de septiembre de 1925-Ibidem, 3 de noviembre de 2018) fue un fotógrafo suizo.

## Biografía
Nació en una familia de origen alemán que había emigrado en 1919 y que en 1936 solicitó la nacionalidad suiza, concedida en 1939, como reacción a la situación política en Alemania. Hizo estudios de licenciatura en ciencias económicas y sociales en la universidad de Ginebra.
Su primera actividad fotográfica la realizó sobre 1949, cuando trabajaba como delegado del CICR en Oriente Medio.  Después estudió pintura en la Académie Julian de París y con treinta años decidió dedicarse a la fotografía. Su trabajo como fotoperiodista independiente ha estado ligado en muchas ocasiones a las organizaciones humanitarias como la Cruz Roja o de la ONU, así entre 1960 y 1974 efectuó una serie de reportajes para la Organización Mundial de la Salud.
Desde 1978 ha estado realizando un trabajo conjunto con el escritor John Berger sobre el tema de la relación entre palabra e imagen, lo que ha originado varios seminarios y publicaciones, entre los que se encuentra «Otra manera de contar», y una película titulada Play Me Something.

## Premios
Entre los reconocimientos a su trabajo se encuentran:
- Premio al trabajo en defensa de los derechos humanos, Colonia, 1978.
- Premio de Fotografía Contemporánea, Museo del Elíseo de Lausana, 1984.
- Premio Ciudad de Ginebra de las Artes Plásticas, 1988.

## Publicaciones
Sus publicaciones son numerosas y su obra se encuentra en las colecciones fotográficas de varios museos, entre ellos el Museo Metropolitano de Arte.